# Electric Silence
Electric Silence — третий студийный альбом группы краут-рока Dzyan, впервые выпущенный в 1974 году.

## Характеристика
Третий альбом Electric Silence стал последним и, безусловно, лучшим в непродолжительной истории группы Dzyan. На нём музыканты дополнили космически-импровизационный стиль краут-рока значительным влиянием этнической музыки, спецэффектами и авангардным экспериментированием. Звучание обогатилось новыми экзотическими инструментами, такими как ситар, саз и танпура, синтезаторами и меллотроном, а также изобретенным самими музыкантами инструментом «суперструна», создающим насыщенный пружинящий шум. Dzyan погружает слушателя в великолепный инструментальный хаос, охватывающий огромное разнообразие жанров, включая джаз-рок, спейс-рок, авангардный рок и этнический рага-рок, а психоделические, мистические и потусторонние обертоны придают звучанию невероятную красоту и странность.

## Признание
Альбом занимает 11 место в рейтинге лучших альбомов краут-рока портала Progarchives (апрель 2013 года).

## Список композиций
1. Back To Where We Come — 8:57
2. A Day In My Life — 4:03
3. The Road Not Taken — 4:54
4. Khali — 4:55
5. For Earthly Thinking — 9:38
6. Electric Silence — 4:30

## Состав музыкантов
Петер Гигер — барабаны, перкуссия
Райнхард Карватки — электрический бас и контрабас, суперструна, меллотрон, синтезатор
Эдди Маррон — гитары, ситар, саз, танпура, меллотрон, голос